# Прапор Бородянського району
Прапор Бородя́нського райо́ну — офіційний символ Бородянського району Київської області нарівні з гербом та гімном району. 

## Опис
Прапор являє собою прямокутне полотнище у пропорціях 2:3, яке складається з двох горизонтальних смуг (червоної та зеленої), розділених срібним струмком (хвилястою смужкою).
Лелека символізує Поліський край, в якому розташований Бородянський район. Птах, що розправив вільно крила — це погляд у майбутнє, надія на щасливе життя. Також лелека — символ щастя, добробуту, захисту, опіки, оновлення поколінь. 
Срібна хвиляста смуга символізує водні багатства, чистоту, невинність та незайманість душі.
Червоний колір символізує мужність, хоробрість, безстрашність поколінь, що у всі віки захищали свою Батьківщину. Зелений колір — свободу, родючість землі, достаток.